# Mother Love Bone
Mother Love Bone  – amerykański zespół grunge'owy z Seattle aktywny od 1988 do 1990.
Grupa zapisała się w dziejach muzyki głównie dzięki osobowości i kompozycjom lidera, Andrew Wooda. Przed wydaniem pierwszej płyty - Apple, Wood zmarł z powodu przedawkowania heroiny.
Po jego śmierci Chris Cornell napisał kilka piosenek na cześć zmarłego kolegi. Z tego wyniknął projekt Temple of the Dog, który skupiał dwóch członków Soundgarden (Chris Cornell, Matt Cameron), Eddiego Veddera i byłych członków Mother Love Bone. Wydali w 1990 płytę o tym samym tytule z 10 piosenkami upamiętniającymi śmierć przyjaciela. Gitarzysta formacji Alice in Chains Jerry Cantrell, napisał w 1990 roku piosenkę „Would?” na cześć zmarłego muzyka, który był bliskim przyjacielem gitarzysty. Piosenka trafiła na album Dirt w 1992 roku.

## Historia
Mother Love Bone powstało z inicjatywy byłych członków zespołu Green River - Stone’a Gossarda, Jeffa Amenta i Bruce’a Fairweathera, ex-wokalisty Malfunkshun - Andrew Wooda oraz ex-perkusisty Ten Minute Warning i Skin Yard Grega Gilmore’a. Grupa bardzo szybko uzyskała popularność w miejscowych klubach Seattle.
W 1989 zespołem zainteresowała się wytwórnia PolyGram. Dzięki temu wydali swoją pierwszą EP Shine, która była jednym z pierwszych wydawnictw wśród zespołów z Seattle wydanych przez poważną wytwórnię płytową. Płyta sprzedała się bardzo szybko oraz znacznie podniosła poziom zainteresowania zespołem.
Pod koniec 1989 grupa nagrała swoją pierwszą płytę Apple. Wydana została w marcu 1990. Kilka dni przed wydaniem, Andrew Wood zmarł z powodu przedawkowania heroiny, po bardzo długich problemach z narkotykami. Wraz z jego śmiercią rozpadło się również Mother Love Bone.
Po śmierci Wooda, Gossard i Ament wspólnie z liderem Soundgarden Chrisem Cornellem oraz Eddiem Vedderem utworzyli Temple of the Dog. Gossard, Ament i Vedder utworzyli potem Pearl Jam.

## Skład
- Andrew Wood - wokal, klawisze
- Stone Gossard - gitara
- Jeff Ament - gitara basowa
- Bruce Fairweather(inne języki) - gitara
- Greg Gilmore(inne języki) - perkusja

## Dyskografia

### Albumy
- Shine (EP, Stardog/Mercury Records, 1989)
- Apple (Stardog/Mercury Records, 1990)
- Mother Love Bone (kompilacja Shine oraz Apple, Stardog/Mercury Records, 1992)

### Single
- Stardog Champion (Promo) (Stardog/Mercury Records, 1990)
- This Is Shangrila (Promo) (Stardog/Mercury Records, 1990)
- Stardog Champion (Promo) (Stardog/Mercury Records, 1992)
- Capricorn Sister (Promo) (Stardog/Mercury Records, 1992)

### Video
- The Love Bone Earth Affair (PolyGram Video, 1993)